# Bubiyan
L'illa de Bubiyan (àrab: جزيرة بوبيان, jazīrat Būbiyān) és l'illa més gran del grup d'illes costaneres de Kuwait. Està situada a l'extrem nord-oest del golf Pèrsic i té una superfície de 863 km². L'illa de Bubiyan forma part del delta de Xatt al-Arab. Actualment s'hi està construint el port de Mubarak Al Kabeer. Com a part del desenvolupament del port de Mubarak Al Kabeer, hi ha plans perquè l'illa de Bubiyan contingui centrals i subestacions elèctriques. Ja s'ha construït una central elèctrica de 5.000 megawatts a la veïna regió kuwaitiana de Subiya.

## Història

### Antiguitat
Bubiyan es fruit dels sediments aportats pels rius Tigris i Eufrates, que en el seu tram final s'uneixen en el Xatt al-Arab. Hi ha evidències arqueològiques de presència humana des del període sassànida (300–650 dC) fins a principis de l'era islàmica (650–800 dC).

### Guerra del Golf

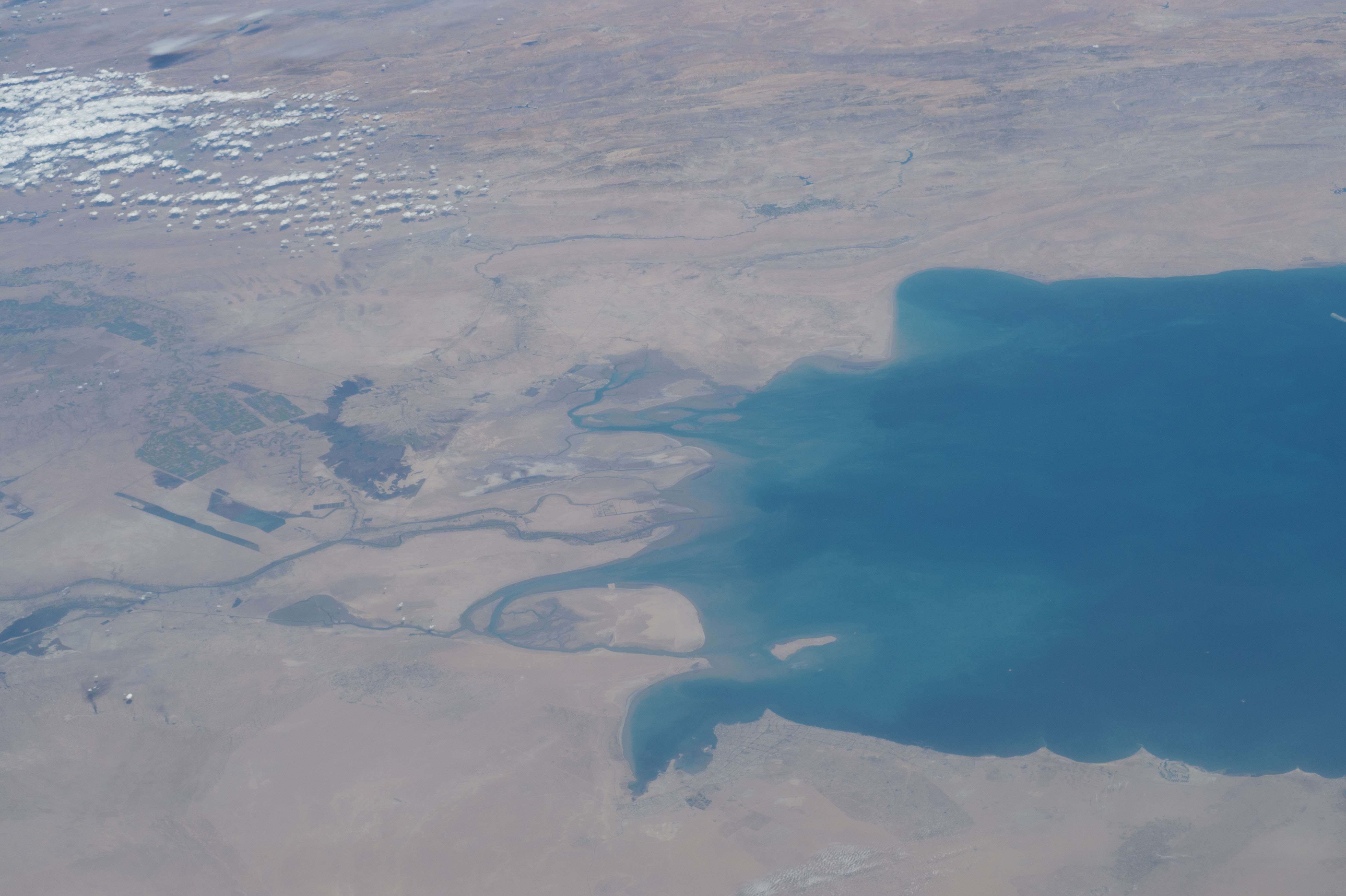
L'illa de Bubiyan en primer terme.

Durant la Guerra del Golf de 1991, hi va haver un gran vessament de petroli a la zona; a més d'això, quatre trams del pont que la uneixen al continent van ser destruïts; van ser reconstruïts el 1999. L'illa mateixa es va convertir en una base militar el 1991. El novembre de 1994, l'Iraq va acceptar formalment la frontera demarcada per l'ONU amb Kuwait, que s'havia especificat en les Resolucions del Consell de Seguretat 687 (1991), 773 (1992) i 833 (1993) que van posar fi formalment a reclamacions anteriors sobre l'illa de Bubiyan. El territori iranià també està molt a prop de l'illa.

### Conveni de Ramsar
En resposta al fet que Kuwait es va convertir en el 169è signatari del Conveni de Ramsar, la reserva de Mubarak al-Kabeer va ser designada com la primera zona humida d'importància internacional del país. La reserva de 50.948 hectàrees està formada per petites llacunes i salines poc profundes i és important com a punt de parada per a les aus migratòries que segueixen dues rutes de migració: de Turquia a l'Índia i d'Euràsia a Àfrica. Els ocells aquàtics reproductors inclouen la colònia reproductora més gran del món de dromes (Dromas ardeola), i el mar que l'envolta és un viver important per a moltes espècies de peixos comercials.

## Geografia
L'illa és principalment plana i les salines cobreixen algunes costes. Hi ha diversos uadis intermitents al centre de l'illa. Està separada de la costa iraquiana al nord-est pel canal Al-Zubayr i de la part continental de Kuwait al sud-oest pel canal Al-Sabiyyah. Aquest últim canal s'estén al voltant de l'extrem nord de l'illa de Bubiyan, i la separa de l'illa Warbah.

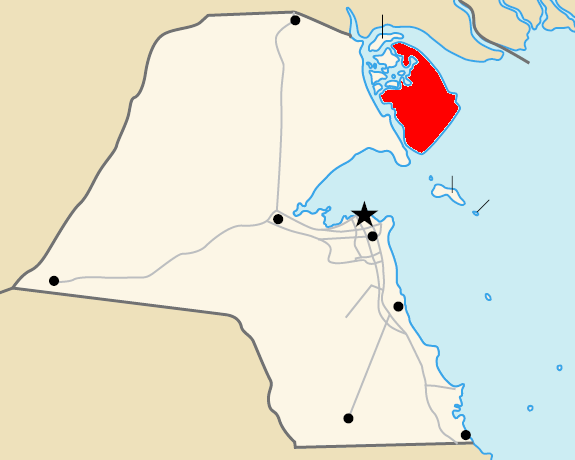
Situació de Bubiyan a Kuwait.

A 5,4 km al nord-oest de Ras al Barshah, el punt més al sud, Bubiyan està enllaçada amb el continent per un pont de bigues de formigó sobre el canal Khawr as Sabiyah, de 2,38 km de llarg. Aquest pont va ser construït els anys 1981-1983, i es va obrir el febrer de 1983.
Durant les marees altes de primavera i les tempestes del sud, les planes de fang humides i baixes que formen la major part de l'illa són envaïdes per l'aigua del mar. Es considera que l'illa està en risc d'inundació a causa de l'augment del nivell del mar.

## Port de Mubarak Al Kabeer
El port de Mubarak Al Kabeer forma part de la Iniciativa de la Franja i la Ruta de la Xina. Sota la seva iniciativa, el port de Mubarak Al Kabeer forma part de la primera fase del projecte de la ciutat de la seda. Al setembre de 2020, es va informar que el port estava en un 53% complet. El març de 2021, es va anunciar que Kuwait i el Pakistan desenvoluparian enllaços entre el port de Gwadar i el port de Mubarak Al Kabeer. El port de Mubarak Al Kabeer està actualment en construcció. Com a part del desenvolupament del port de Mubarak Al Kabeer, l'illa de Bubiyan contindrà centrals elèctriques i subestacions. Una central elèctrica de 5.000 megawatts ja s'ha construït a Subiya.

## En la literatura
L'illa s'esmenta a l'obra de ciència-ficció de 1933 The Shape of Things to Come de H. G. Wells, la qual proporciona les instal·lacions recreatives per a una conferència a Bàssora.